# Präventiveinsatztruppe der Vereinten Nationen
Die Präventiveinsatztruppe der Vereinten Nationen, kurz UNPREDEP (von engl. United Nations Preventive Deployment Force), war der Name der am 31. März 1995 vom UN-Sicherheitsrat beschlossenen Einsatztruppe, die als Ablösung für die in Mazedonien stationierte Schutztruppe der Vereinten Nationen (UNPROFOR) fungierte.
Ihr Mandat bestand darin, den Auftrag der UNPROFOR fortzuführen und Entwicklungen an den Grenzgebieten, die die Sicherheit und die Stabilität in Mazedonien unterminieren könnten, zu melden und zu überwachen. Ferner waren sie für die Überwachung der Grenzen zu Albanien und Jugoslawien zuständig und förderten den Dialog der mazedonischen Volksgruppen. Das Hauptquartier befand sich in Skopje. Das UNPREDEP-Mandat dauerte bis zum 28. Februar 1999 an.